# Неплюєв Микола Іванович
Микола Іванович Неплюєв (нар. 11 листопада [30] жовтня 1825, Санкт-Петербург — пом. 29 [17] січня 1890, Чернігівська губернія) — таємний радник з роду Неплюєвих.

## Походження
Старший син І. І. Неплюєва. Хрещений був у церкві Мармурового палацу, хрещеник дружини Ф. В. Самаріна. Виховувався у Швейцарії, потім у Школі гвардійських подпрапорщиков; у службі з 2 серпня 1843 року. З 1845 року служив у лейб-гвардії Драгунському і Кінно-гренадерському полках.

## Політична діяльність
В 1863 році Микола Неплюєв обраний глухівським повітовим предводителем дворянства. У цей час перебудував мурований одноповерховий будинок у Глухові
В 1872—1890 роках був чернігівським губернським предводителем дворянства. За словами О. О. Половцова у Чернігові Неплюєв займав єдиний розкішний в місті будинок, який належав дворянству. Вважався реакціонером, стояв на чолі консервативної партії і постійно боровся з політикою Ф. Ф. Ліндфорса та І. І. Петрункевичем. Висловлюючи при цьому дуже виразно і незмінно свою позицію він користувався якщо не співчуттям, то повагою навіть своїх опонентів.

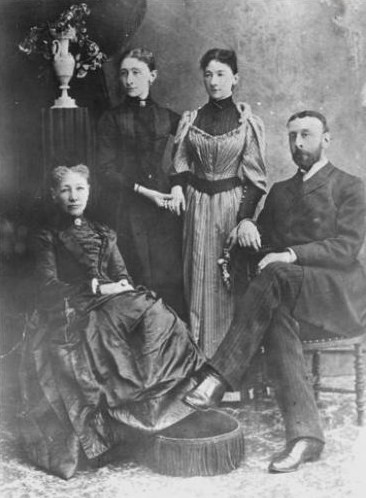
Олександра Миколаївна Неплюєва з дітьми

Після смерті батька отримав у спадок піддубський майорат (6000 десятин землі і містечко Ямпіль (30000 десятин); після смерті матері, баронеси Берти Василівни (уродж. Дібіч) — маєток у Пікардії.
Помер у 1890 році від апоплексичного удару, похований у своєму маєтку в містечку Ямпіль.

## Нагороди
- орденом Св. Володимира 2-го та 3-го ст.,
- Св. Анни 2-го ст. з імператорською короною (1871),
- Св. Станіслава 2-го ст. з імператорською короною (1868).

З 8 вересня 1878 року — дійсний статський радник.

## Родина
Дружина (з 23 квітня 1849) — баронеса Олександра Миколаївна Шліппенбах (17.7.1827—1917), нащадок шведського полководця Вольдемара Шліппенбаха, що був сподвижником Петра I.
У них було троє дітей:
- Микола (11.9.1851—1908), засновник Хрестовоздвиженського православного трудового братства.
- Марія (24.5.1853—1931), з 16 жовтня 1874 року була одружена з дійсним статським радником, колишнім новозибковським повітовим предводителем дворянства Михайлом Михайловичем Уманцем (пом. 24.10.1888).
- Ольга (14.10.1859—1944)[6].